# Филарет Варажнуни
Филарет Варажнуни (Вахрам Варажнуни; арм. Փիլարտոս Վարաժնունի) или Филарет Вахамий (Филарет Врахамий; греч. Φιλάρετος Βραχάμιος, лат. Philaretus Brachamius) — византийский военачальник армянского происхождения. Доместик схол Востока с 1067/69 года. С 1071 года фактически независимый правитель (1078 года — севаст и август (император) армянского государства, протянувшегося от Месопотамии вдоль Евфрата, охватывая Киликию, Тавр и часть Сирии.

## Биография

### Юность
Филарет Варажнуни воспитывался у своего дяди в монастыре Армянской апостольской церкви Зорври-гозерн, который находился в районе Хисн-Мансура. Ряд историков считает Варажнуни уроженцем округа Варажнуник в Васпуракане. Другая часть считает, что Филарет принадлежал к достаточно хорошо известной византийской фамилии армянского происхождения Вахамиев или Вахрамиев, представители которой занимали достаточно высокие посты в имперской администрации. В начале своей карьеры на византийской службе, он переходит в халкедонизм.

### Служба
Во время второго похода Романа IV против сельджуков, Филарет Варажнуни, в промежуток между 1067 и 1069 годом, назначается на пост доместика схол Востока, т. е. командующего войсками в регионе. В битве при Манцикерте, где византийская армия была разгромлена сельджуками, Варажнуни, находясь в другом месте, не участвовал. Не принимал участия он, как и подавляющее большинство армян Византии, и в последовавшем за этим поражением гражданской войне 1071 —1072 годов. Оставаясь в стороне от борьбы Диогена с Константинополем, контролировал оборонительную линию Романополис — Мелитена — Киликийский Тавр. В условиях хаоса, вызванного гражданской войной и начавшимся сельджукским завоеванием Малой Азии, Филарет смог сохранить под своим контролем подвластную ему армию и все пограничные территории от Харберда до Киликии. Сразу же после Манцикертской битвы новый император Михаил VII Дука назначил доместиком схол Востока своего двоюродного брата Андроника Дуку, которого Варажнуни, порвавший с Византией и ставший правителем независимого государства, не признал.

### Правление

Белым цветом — государство Филарета Варажнуни

Не признав власть Михаила VII-го, Филарет Варажнуни к 1071 году фактически стал правителем независимого армянского государства, укреплению которого способствовала миграция армян с подвергнувшихся сельджукскому вторжению территорий. Его армия изначально насчитывавшая восьмитысячный корпус наемников-франков, стоявших в Месопотамии, постоянно пополнялась за счет притока беженцев из малоазийских фем Византии и насчитывала около 20 тысяч. Установление власти Варажнуни на востоке империи было вызвано тем, что после 1071 года Византия была уже не в состоянии защитить свои территории, он же был единственным из всех византийских полководцев, который остался в Малой Азии после Манцикертской битвы. Пытаясь объединить ставшие после 1071 года независимыми армянские княжества, Варажнуни, являясь приверженцем халкидонизма, в 1072 году переносит в свои владения армянский патриарший престол. Созданием католикосата в Хонах, затем в Мараше, Филарет пытался обеспечить себе поддержку армянской церкви и использовать её влияние для упрочения своей власти на местах. Однако ввиду того, что он активно вмешивался в избрание католикоса, армянское духовенство не поддержало его. Также как впоследствии не поддержало его и сирийское духовенство, в дела которого он также вмешивался.
Фактически к началу 1073 года Филарет стал независимым правителем обширной территории, ограниченной с севера: линией Харберд — Мелитена —Абласта — Тарс; с юга: Харберд — Самосата — Приевфратские города (Кесун и Рабан) — Манбидж — Киликия. В этом же году Филарет предпринял попытку захватить владения князя Сасуна Торника. По словам Маттеоса Урхайеци, военные действия начались после того, как Торник отказался признать свою зависимость от государства Варажнуни. Потерпев от Сасунского князя поражение в районе Хандзита, он добился своего с помощью союза с сельджуками. Став во главе армянских князей Каппадокии, Коммагены, Киликии, Сирии и Месопотамии он присоединяет к своему государству княжества Мараша, Кесуна, Эдессы, Андриуна (близ Мараша), Цовка (близ Айнтаба), Пира (близ Эдессы) ряд других земель. В 1074 — 1078 годах к своему государству, Филарет присоединяет армянонаселённые территории Эдессы и северной Сирии включая Антиохию. Вскоре перед его государством возникала угроза в лице тюрок-сельджуков, которые ввиду вывода византийских войск окончательно обосновались в Малой Азии. Византия вынуждена была признать эти завоевания Варажнуни и присвоила ему сперва титул Севаста, а затем провозгласила его «Августом».
В начале 1080-х годов Филарет, находясь под давлением мусульман, решает отказаться от христианской веры и принять ислам, по сути, признавая власть халифа. Подобное решение встречает серьезную обеспокоенность со стороны византийского императора Алексея Комнина, номинальным вассалом которого и являлся Филарет. Византийские полководцы в короткие сроки берут Эдессу и Мелитену, а Антиохию 12 декабря 1084 года покоряет лояльный Византии Сулейман.
С падением Антиохии, явившимся тяжелейшим ударом, начался распад государства Варажнуни.  В 1086 году эмир Каппадокии захватывает округ Джахан с городом Хоны. Затем происходит восстание в Эдессе. Пытаясь защитить своё государство от набегов сельджуков, он отправился на поклон к Мелик-шаху «просить его благосклонности и мира для всех верующих во Христа», после чего принял ислам. В 1086 году Филарет был уже не в состоянии удерживать территории своего государства, которые даже не были ещё захвачены сельджуками, в результате чего на некогда контролируемых им территорий, входивших в состав его государства, образовался ряд независимых армянских княжеств. Сам же армянский правитель, вернувшись в лоно христианства, умер в монастыре.